# Melilotus sulcatus
Melilotus sulcatus là một loài thực vật có hoa trong họ Đậu. Loài này được Desf. miêu tả khoa học đầu tiên.